# Emilian (cesarz)
Emilian, Marcus Aemilius Aemilianus (ur. ok. 207/214?, zm. październik 253) – cesarz rzymski od lata do października 253 r.

## Życiorys
Pochodził z rzymskiej Mauretanii. Jego małżonką była znana jedynie ze świadectw numizmatycznych Gaja Kornelia Supera. Był zawodowym wojskowym, który osiągnął wysokie stanowiska w administracji państwowej. W końcu kariery piastował stanowisko namiestnika Mezji Górnej i Dolnej, zasłużonego skuteczną obroną tych prowincji przed najazdem Gotów. Latem 253 podległe mu wojska ogłosiły go cesarzem w opozycji do aktualnie panujących w Rzymie Treboniana i Woluzjana.
Dla zalegalizowania swej władzy uzurpator podjął marsz na Rzym, zamierzając uzyskać oficjalną sankcję dla swego panowania ze strony senatorów. W sierpniu przekroczył wschodnie Alpy i wkroczył do Italii. Przed oczekiwanym starciem pod Interamna Trebonian z synem ponieśli śmierć z rąk własnych żołnierzy, zaś Emilian uznany został za legalnego władcę przez senat. Koniec jego krótkotrwałych rządów nastąpił jesienią, gdy do północnej Italii wkroczyły wojska kolejnego pretendenta – Waleriana, ogłoszonego cesarzem przez legiony w Germanii i Recji. Emilian zamierzał mu się zbrojnie przeciwstawić, lecz wobec widocznej przewagi przeciwnika został w okolicach Spoletium zamordowany wcześniej przez własnych żołnierzy.